# Вашингтон (тауншип, Миннесота)
Вашингтон (англ. Washington) — тауншип в округе Ле-Сур, Миннесота, США. На 2000 год его население составило 797 человек.

## География
По данным Бюро переписи населения США площадь тауншипа составляет 39,5 км², из которых 31,2 км² занимает суша, а 8,3 км² — вода (21,05 %).

## Демография
По данным переписи населения 2000 года здесь находились 797 человек, 324 домохозяйства и 238 семей.  Плотность населения —  25,6 чел./км².  На территории тауншипа расположено 482 постройки со средней плотностью 15,5 построек на один квадратный километр. Расовый состав населения: 98,75 % белых, 0,13 % афроамериканцев, 0,50 % азиатов, 0,25 % — других рас США и 0,38 % приходится на две или более других рас. Испанцы или латиноамериканцы любой расы составляли 0,13 % от популяции тауншипа.
Из 324 домохозяйств в 28,7 % воспитывались дети до 18 лет, в 69,8 % проживали супружеские пары, в 0,9 % проживали незамужние женщины и в 26,5 % домохозяйств проживали несемейные люди.  22,5 % домохозяйств состояли из одного человека, при том 7,1 % из — одиноких пожилых людей старше 65 лет. Средний размер домохозяйства — 2,46, а семьи — 2,89 человека.
23,1 % населения младше 18 лет, 4,9 % в возрасте от 18 до 24 лет, 24,2 % от 25 до 44, 34,0 % от 45 до 64 и 13,8 % старше 65 лет. Средний возраст — 44 года. На каждые 100 женщин приходилось 101,8 мужчин.  На каждые 100 женщин старше 18 приходилось 112,8 мужчин.
Средний годовой доход домохозяйства составлял 69 188 долларов, а средний годовой доход семьи —  76 146 долларов. Средний доход мужчин —  42 692  доллара, в то время как у женщин — 26 458. Доход на душу населения составил 37 717 долларов. За чертой бедности не находилась ни одна семья и 0,9 % всего населения тауншипа.